# Cécile Jeanson
Cécile Jeanson (Perpinyà, 17 d'agost del 1972) és una esportista rossellonesa que competí en natació als Jocs Olímpics els anys 1992, 1996 i 2000, sempre en estil papallona.

## Biografia
Sorgida i competint pel CNS St-Estève (Cercle des Nageurs Sauveteurs de Sant Esteve del Monestir), quedà 34 vegades campiona de França entre els anys 1989 i 2000. Participà en els campionats europeus i mundials de natació, i el 1995 obtingué una medalla de bronze als 100 metres papallona del Campionat Europeu de Natació de Viena. Als Jocs del Mediterrani dels anys 1991 i 1993 obtingué tres medalles d'or i tres d'argent. Fou rècord de França en 200 metres papallona l'any 1995. També competí -breument- en triatló.
Nedà amb la selecció francesa als Jocs Olímpics de Barcelona del 1992, als d'Atlanta el 1996 i als de de Sidney el 2000. Les millors classificacions que obtingué foren dos desens llocs en la distància 200 metres (1992 i 1996). També nedà els 100 metres, i la seva participació en el relleu 4x100 contribuí a situar l'equip francès en el setzè lloc.
Després de deixar la natació d'alt nivell, visqué per un temps a Suïssa i, tornada a França, continuà vinculada al món de l'esport (el 2013-2014 feia de monitora esportiva, i el 2016 era professora de golf).
Fent equip amb l'actriu Marlène Morreau i quatre concursants més, participà en l'edició de 1996 del -físicament molt exigent- concurs Fort Boyard.

### Campionats de França
(entre 1989 a 1996 hi hagué edicions d'estiu i d'hivern)
- 1989, or en 200
- 1990, or en 100 i en 200
- 1991, or en 100 i en 200
- 1992, or en 200
- 1993
- 1994, or en 200
- 1995, or en 200
- 1996, or en 100; plata en 200
- 1997, or en 100 i en 200
- 1998, or en 100 i en 200[3]
- 1999, or en 100 i en 200
- 2000, or en 100 i en 200

### Jocs Mediterranis
- 1991, or en 100; plata als relleus 4x100 estils i 4/100 lliures
- 1993, or en 200 i 4x100 estils, plata als 100[3]